# あじさいの里

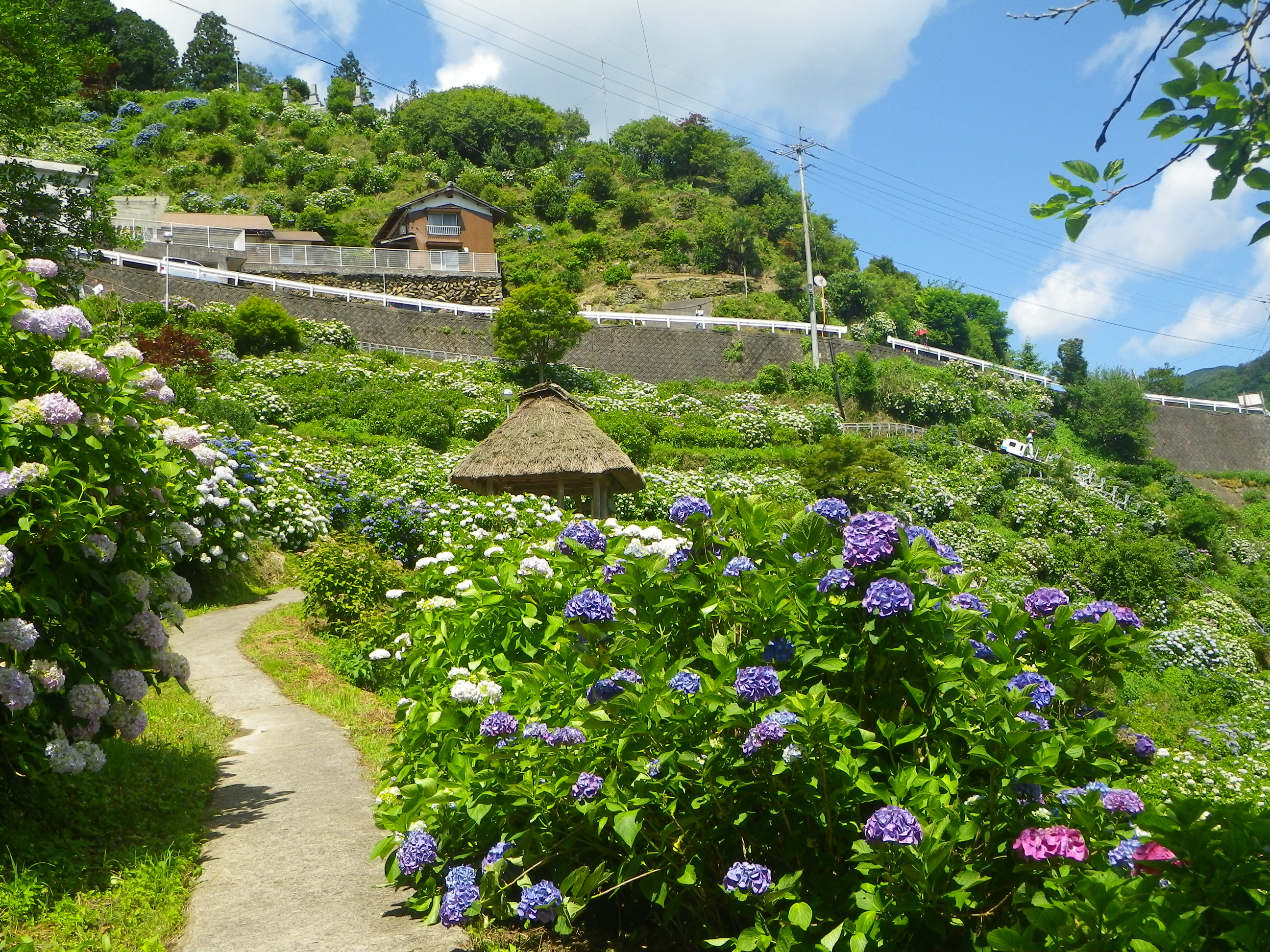
あじさいの里

あじさいの里（あじさいのさと）は、愛媛県四国中央市にあるあじさいの名所。白や薄紫の約2万株のあじさいが4ヘクタールの斜面を彩り、年間5万人が訪れる。日本各地にあじさいの里が多くあることから、新宮あじさいの里とも呼ばれている。

## 歴史
- 1975年(昭和50年)、旧新宮村の中野地区に待望の農道が完成。生活改善｢中野お茶のみグループ｣の主婦らが農道沿道2kmに2000株のあじさいの苗を植え、あじさいロードと名付ける。

- 1989年（平成元年）、｢お茶のみグループ｣から事業を引き継ぎ、集落全住民により｢中野あじさいグループ｣を結成。5000株 を増植。

- 1990年（平成2年）、あじさい祭り開始[2]。

- 1996年(平成8年)、東屋の建設や管理に務めた結果、｢農山漁村高齢者対策優良活動地域最優秀賞｣として農林水産大臣賞を受ける。

- 平成8年以降、同村上山地区を中心に協力者を募り、｢新宮あじさいグループ｣に改組。地域ぐるみの活動とし｢あじさいの里｣づくりを目標に、事業の展開を図り、3ヘクタールに10000株の増植増園し、茶屋、休憩所、遊歩道、モノレール、等の施設整備を図る。

- 2002年(平成14年)、さらに増植増園を目指し荒廃地を整備し計四ヘクタールに二万株が現在栽植される。

- 2014年(平成26年) 第25回のあじさいまつりを迎える[2]。
- 2017年(平成29年) news every.（日本テレビ系）で、ドローンを駆使し全国に生中継された。リポートは、渡辺裕太と清家夕貴アナ（南海放送）。
- 2018年(平成30年) 故障が多かったモノレールあじさい号を更新し、12人乗りにパワーアップした。
- 2019年(令和元年) 2018年まで日曜日1日のみだったあじさい祭りの開催日を約1週間に延長。

## 新宮あじさい祭り
- 第３０回　新宮あじさい祭り
- 6月15日(第３土曜)から23日(第４日曜)。入場無料。
- モノレール「あじさい号」運行6/８から６/３０(令和元年度)、９：００から１６：００(雨天休止)[1]。
- あじさい見団子販売6/15日から６/３０まで(各日無くなり次第終了)
- 山菜うどん６月15.16.18.19.20.21.23.29.30日(各日なくなり次第終了)
- 農産物・加工品販売など。
- ライトアップ　6/15日から30日　19時半～21時半

## 付近の観光スポット
- 霧の森
- 霧の高原
- 塩塚高原
- 翠波高原
- 三角寺
- 川之江城

## アクセス
- 高知自動車道・新宮インターチェンジから、愛媛県道・高知県道5号川之江大豊線と国道319号経由で、約8km